# Хондо, Мед
Мед Хо́ндо (полное имя Аби́д Мохамме́д Меду́н Хо́ндо; 4 мая 1936, Атар, Французская Западная Африка — 2 марта 2019, Париж) — мавритано-французский кинорежиссёр, кинопродюсер сценарист, актёр и монтажёр.

## Биография
Окончил театральные курсы Франсуазы Розе в Париже. В 1966 году вместе с другими актёрами-африканцами основал театральную труппу, ставившую спектакли арабских и африканских драматургов. В 1965 году дебютировал как кинорежиссёр, поставив две короткометражки — «Баллада о ручье» и «Всюду или может быть нигде». Много работал в театре и на телевидении. Как актёр снимался у Робера Энрико, Джона Хьюстона, Коста-Гавраса и других режиссёров.
Член жюри XII Московского международного кинофестиваля.

## Избранная фильмография

### Режиссёр
- 1965 — Баллада о ручье / Ballade aux sources
- 1965 — Всюду или может быть нигде / Partout ou peut etre nulle part
- 1967 — Солнце О / Soleil O
- 1974 — Чернокожие ваши соседи / Les 'bicots-Nègres' vos voisins
- 1975 — / Sahel la faim pourquoi
- 1977 — Отоспимся на том свете / Nous aurons toute la mort pour dormir
- 1979 — Вест-Индия / West Indies
- 1986 — Саррауния / Sarraounia
- 1994 — Чёрный свет / Lumière noire
- 1998 — / Watani, un monde sans mal
- 2004 — / Fatima, l’Algérienne de Dakar

### Сценарист
- 1967 — Солнце О / Soleil O
- 1974 — Чернокожие ваши соседи / Les 'bicots-Nègres' vos voisins
- 1979 — Вест-Индия / West Indies (по пьесе Даниэля Букмана «Негры»)
- 1986 — Саррауния / Sarraounia (по роману Абдулы Мамани)
- 1994 — Чёрный свет / Lumière noire
- 1998 — / Watani, un monde sans mal
- 2004 — / Fatima, l’Algérienne de Dakar

### Актёр
- 1965 — Бельфегор / Belphegor — Gaillac (мини-сериал)
- 1966 — Возвращение в Баколи / Retour à Bacoli — Un tirailleur (ТВ)
- 1967 — Один человек лишний / Un homme de trop — Флоран
- 1967 — Тетя Цита / Tante Zita — Джеймс
- 1969 — Прогулка с любовью и смертью / A Walk with Love and Death — Entertainer
- 1976 — 2007 — Комиссар Мулен / Commissaire Moulin — Макс (сериал)
- 1976 — Послы / Les ambassadeurs — Мед
- 1990 — 1871 / 1871 — Карл Маркс
- 1997 — Погоня за божеством / La divine poursuite — пилот
- 2000 — Антилы на Сене / Antilles sur Seine — Horace / La voix du chauffeur de taxi
- 2000 — н. в. — Крис Колорадо / Chris Colorado — Атабаска (сериал)
- 2006 — Неуправляемый / Incontrôlable — король, озвучивание
- 2006 — Астерикс и викинги / Astérix et les Vikings — La vigie, озвучивание (анимация)

### Продюсер
- 1977 — Отоспимся на том свете / Nous aurons toute la mort pour dormir
- 1979 — Вест-Индия / West Indies
- 1979 — / La faim du monde — Sahel, la faim, pourquoi?
- 1986 — Саррауния / Sarraounia
- 2004 — / Fatima, l’Algérienne de Dakar

### Монтажёр
- 1977 — Отоспимся на том свете / Nous aurons toute la mort pour dormir

## Признание
- 1970 — приз «Золотой леопард» на Кинофестиваль в кинофестивале в Локарно (Солнце О)
- 1975 — главный приз кинофестиваля в Тулоне («Чернокожие ваши соседи»)
- 1975 — первый приз «Золотая Танит» Карфагенского кинофестиваля («Чернокожие ваши соседи»)
- 1977 — премия Международной Католической организации в области кино 27-го Берлинского международного кинофестиваля («Отоспимся на том свете»)